# Armand Traoré
Armand Mohamed Traoré (* 8. Oktober 1989 in Paris) ist ein französisch-senegalesischer Fußballspieler, der bevorzugt auf der linken Abwehrposition agiert. Er stand zuletzt beim türkischen Erstligisten Çaykur Rizespor unter Vertrag.

## Karriere

### Verein
Traoré spielte in der Jugendmannschaft der AS Monaco und kam im August 2005 zum FC Arsenal. Für die zweite Mannschaft absolvierte er sechs Partien. Im April 2008 wurde er schließlich erstmals in der Premier League eingesetzt. Um weitere Spielpraxis zu erhalten, lieh ihn der FC Arsenal für die Saison 2008/09 an den FC Portsmouth aus. Für die Saison 2010/11 wurde Traoré für eine Gebühr von 500.000 Euro an den italienischen Rekordmeister Juventus Turin verliehen. In der Sommerpause 2011 wechselte Traoré zu den Queens Park Rangers. Er unterschrieb einen Dreijahresvertrag. Am 29. Juli 2016 wurde er vom englischen Zweitligisten Nottingham Forest verpflichtet. Am 2. Februar 2018 wechselte er leihweise zu Cardiff City.
Im Sommer 2018 wechselte Traoré in die türkische Süper Lig zu Çaykur Rizespor.

### Nationalmannschaft
Traoré spielte insgesamt neunmal für die französische U-19- und die U-21-Nationalmannschaft. Im Jahre 2011 lief er erstmals für die senegalesische A-Nationalmannschaft auf und absolvierte bis 2013 fünf Spiele.